# Mahasi Sayadaw

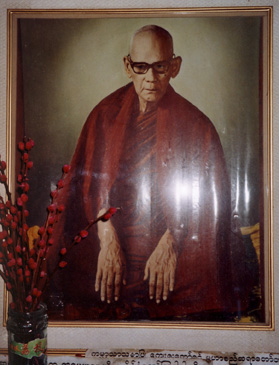
Mahasi Sayadaw

Mahāsī Sayādaw U Sobhana [məhàsì sʰəjàdɔ̀ ʔú θɔ́bəna̰], birmanisch မဟာစည်ဆရာတော် ဦးသောဘန (* 29. Juli 1904 in Seikkhun, Myanmar; † 14. August 1982, Myanmar) war ein buddhistischer Mönch in der Theravada-Tradition. Als Lehrer für Vipassana-Meditation trug er maßgeblich zur Reform des Theravada in den 1950ern in Burma bei.

## Leben

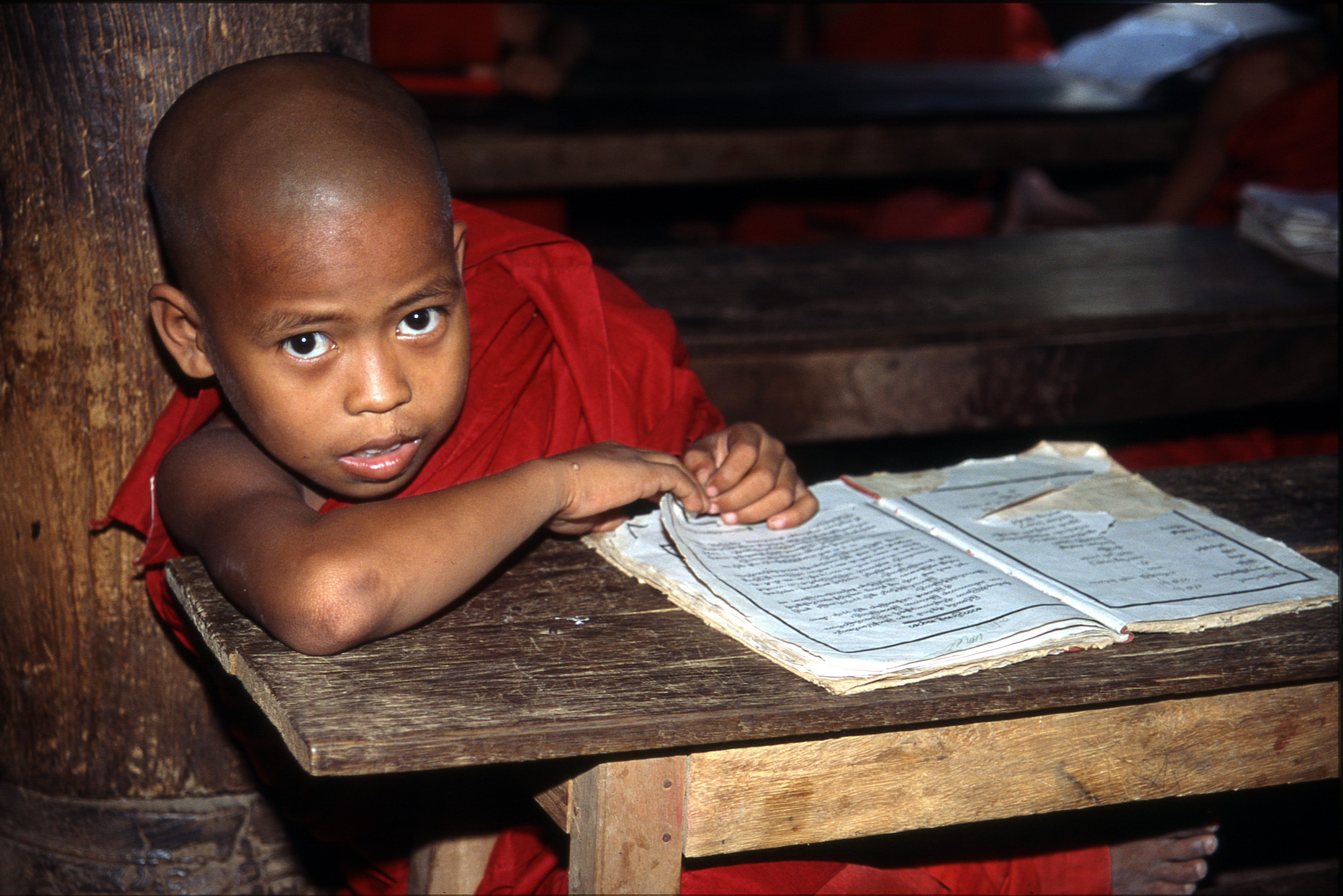
Schulkind in buddhistischer Mönchsrobe

Mahasi Sayadaw stammt aus einer einfachen Bauernfamilie. Im Alter von 6 Jahren ging er in die dörfliche Klosterschule, mit 12 Jahren wurde er als Novize auf den Namen Sobhana ordiniert. Im Alter von 20 Jahren wurde er zum regulären Mönche ordiniert und absolvierte erfolgreich die traditionellen Pali- und Kanon-Studien. Mit 24 zog er nach Mandalay, um seine buddhistischen Studien bei den führenden scholastischen Lehren fortzusetzen und selbst zu lehren.

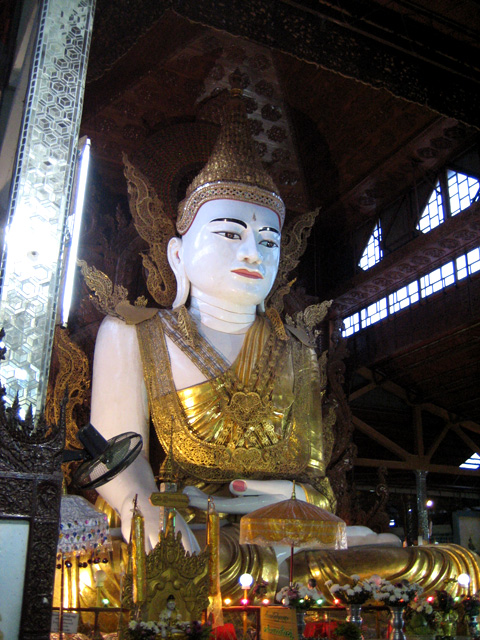
Buddhafigur in Yangon

Im Alter von 28 verließ er das Kloster Taung-waing-galay Taik Kyaung um als Wandermönch nach einer klaren und einfachen Meditationsmethode zu suchen. Er fand den Meister und Mönch U Narada (Mingun Jetawun Sayadaw, 1868–1955), der eine Form der Einsichtsmeditation (vipassana-bhavana) entwickelt hatte, die unter Bezeichnungen wie „Benennen“ oder „Labelling“ zu Mahasi Sayadaws Markenzeichen werden sollte. Nach zehnjähriger Lernzeit kehrte Mahasi Sayadaw an seinen Heimatort Seikkhun zurück, wo er die ersten eigenen Schüler annahm und auch zahlreiche Laien, einschließlich Kindern und Frauen, in der Einsichtsmeditation unterrichtete.
1941 wurde er als Abt des Klosters Mawlamyaing berufen und bestand die staatliche Prüfung für die akademische Pali-Lehrerlaubnis. Wenig später erreichte der Zweite Weltkrieg das Kloster. Es wurde als Militärflugplatz genutzt. Mahasi Sayadaw ging zurück in sein Heimatdorf Seikkhun. Dort verfasste er 1945 ein zweibändiges Handbuch der Vipassana-Meditation, aus dem später ein Auszug unter dem Titel „Practical Insight Mediation: Basic and Progressive Stages“ ins Englische übersetzt wurde.

## Die Methode des „Benennens“
Die von Mahasi Sayadaw entwickelte Meditationsmethode gehört zur Gruppe der Einsichtsmeditationen. Die Methode gilt als äußerst effektiv, da sie ungeübten Meditierenden einen guten Einstieg und auch fortgeschrittenen Praktizierenden eine fortlaufende Kontrolle ihrer Meditation erlaubt. Nicht zuletzt wegen ihrer Schlichtheit erlaubt sie auch Praktizierenden ohne buddhistischen Hintergrund einen Zugang zur Meditation.
Zentrales Ankerobjekt der Meditation ist die Beobachtung des Hebens und Senkens der Bauchdecke. Beim Einstieg in die Meditation vergibt der/die Meditierende bei der Beobachtung des Hebens der Bauchdecke gedanklich ein Label (er/sie benennt das beobachtete Phänomen) mit „Heben“. Beim Senken der Bauchdecke erfolgt dann das Labeln mit „Senken“. Das beobachtete Objekt (z. B. die Atmung) soll durch das Labeln nicht beeinflusst werden. Durch die universelle Verfügbarkeit des Atmungsvorgangs kann der/die Meditierende immer wieder zu diesem Ankerobjekt zurückkehren, wenn er/sie sich in der Meditation z. B. in Gedanken verliert.
Wenn der/die Meditierende eine gewisse Sicherheit in der Benennung des Hebens und Senkens der Bauchdecke gewonnen hat, soll er/sie seine/ihre Meditation auf andere körperliche und geistige Phänomene ausweiten und das jeweils im Bewusstsein dominante Phänomen mit einem Label versehen. Die Label sollen einfache Bezeichner sein, i. A. reicht ein sehr begrenztes Vokabular von wenigen Worten. So kann die Beobachtung eines Denkvorgangs z. B. einfach mit „Denken“ benannt, bei körperlichen Empfindungen kann ein Einfaches „Fühlen“ oder auch ein unterscheidendes „Angenehm“ bzw. „Unangenehm“ als Label genutzt werden.
Insbesondere das exzessive Abschweifen der Meditation in die Gedankenwelt kann durch diese Methode begrenzt werden, da dem/der Meditierenden relativ schnell deutlich wird, wenn das Label nicht mehr mit dem im Bewusstsein dominanten Objekt (z. B. dem Denkvorgang) übereinstimmt. Der/die Meditierende kann dann zum Ankerobjekt zurückkehren und die Meditation fortführen. Mit zunehmender Erfahrung und bei entsprechender Tiefe der Meditation rücken die Label immer weiter in den Hintergrund und werden dann nur noch zurückhaltend eingesetzt.
Ein oft zu wenig beachteter Aspekt der Methode ist, dass sie sich neben der Sitzmeditation auch auf Gehmeditation und die Meditation bei der Ausführung täglicher Aktivitäten bezieht. Bei der Gehmeditation ist die Bewegung des Fußes das Ankerobjekt und sollte z. B. mit „Heben“, „Bewegen“, „Senken“ gelabelt werden. Durch die Ausweitung der Methode auf alle Aktivitäten des täglichen Lebens erreicht der/die Meditierende eine durchgehend tiefe Achtsamkeit, die ihm/ihr letztendlich die Frucht der buddhistischen Lehre offenbaren kann.

## Wirken

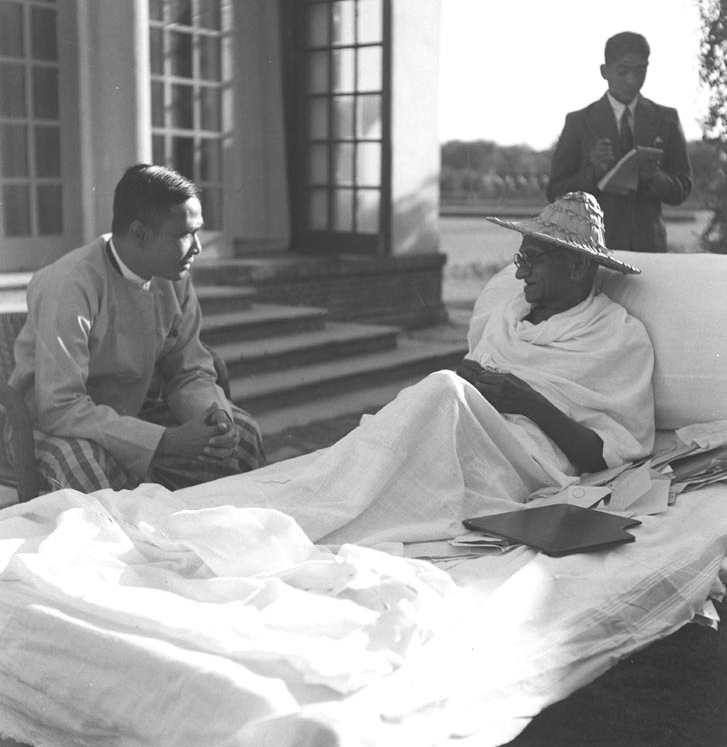
Burmas Premierminister U Nu mit Mahatma Gandhi, 1947

Nach dem Krieg suchte im Auftrag des Premierministers U Nu der in Burma hochangesehene Sir U Thwin einen Meditationslehrer, der ihm bei seinem Ziel helfen könnte, den Buddhismus in Myanmar wieder zu stärken, und fand ihn in Mahasi Sayadaw. 1947 wurde in Yangon die Buddha Sasana Nuggaha Organization gegründet, mit Sir U Thwin als Gründungspräsident, um das Studium (pariyatti) und die Praxis (patipatti) des Buddhismus zu fördern.
1948 wurde der Grundstein für ein neues großes Retreatzentrum bei Yangon gelegt, dem heutigen „Mahasi Sasana Yeiktha“. 1949 wurde Mahasi Sayadaw von Sir U Thwin und U Nu gebeten, den Lehrbetrieb in Yangon im ersten Meditationszentrum aufzunehmen. Innerhalb weniger Jahre entstanden in Myanmar und in den angrenzenden Theravada-Ländern Thailand und Sri Lanka zahlreiche solcher Zentren.
Beim 6. Buddhistischen Konzil (1954–1956) in Yangon spielte Mahasi Sayadaw eine wichtige Rolle bei der Endredaktion der überarbeiteten Fassung des Pali-Kanon. Mahasi Sayadaw verfasste zahlreiche Bücher, von denen aber nur wenige in westliche Sprachen übersetzt wurden.

## Westliche Schüler
Mahasi Sayadaws Schulungen in Myanmar wurden auch von westlichen Laien besucht. So haben etwa Joseph Goldstein und Sharon Salzberg über ihre dortigen Erfahrungen Bücher geschrieben. Es waren auch westliche Schüler, die ihn 1979 als einer der ersten großen Theravada-Meister zu einer längeren Lehrreise in den Westen einluden. Somit hatte er nicht nur auf die Wiedererneuerung des Buddhismus in Myanmar einen großen Einfluss, sondern auch auf die westliche Vipassana-Bewegung.

## Werke
- Handbuch der Vipassana-Meditation. 1945
- Practical Insight Meditation. Buddhist Publication Society, 1991. ISBN 955-24-0089-9 (Online)
- Satipatthana Vipassana: Insight through Mindfulness
- The Progress of Insight: A Treatise on Satipatthana Meditation.